# Calle de Jerte
La calle de Jerte es una vía pública de la ciudad española de Madrid, situada en el barrio de Palacio, distrito Centro.

## Descripción
La vía nace de la calle de San Buenaventura y va a morir al parque de la Cornisa. Recuerda con el título a la localidad cacereña de Jerte, que durante la guerra de la Independencia fue sometida a incendios continuados por parte de los franceses. Aparece descrita en Las calles de Madrid (1889) de Hilario Peñasco de la Puente y Carlos Cambronero con las siguientes palabras:

Jerte. Comienza en la calle de San Buenaventura; no tiene salida. Es de apertura moderna. Jerte es una villa situada á 21 leguas de Cáceres, y en Agosto de 1809 fué incendiada por los franceses con motivo de haber dado muerte sus vecinos á un soldado de aquella nación, quedando únicamente la iglesia, el Ayuntamiento y los cimientos de algunas casas.
(Peñasco de la Puente y Cambronero, 1889, p. 276)